# Dalton Trumbo
Pour les articles homonymes, voir Trumbo (homonymie).
 (juillet 2016).
Si vous disposez d'ouvrages ou d'articles de référence ou si vous connaissez des sites web de qualité traitant du thème abordé ici, merci de compléter l'article en donnant les références utiles à sa vérifiabilité et en les liant à la section « Notes et références ».
Dalton Trumbo, né le 9 décembre 1905 à Montrose (Colorado) et mort le 10 septembre 1976  à Los Angeles, est un écrivain, scénariste et réalisateur américain. 
Il est surtout connu pour être l'auteur du roman Johnny s'en va-t-en guerre et du film homonyme, son unique long-métrage réalisé, et pour avoir été l'un des « Dix d'Hollywood », un groupe de professionnels du cinéma qui ont refusé de témoigner devant le House Un-American Activities Committee (Commission de la Chambre des Représentants sur les activités anti-américaines) lors de la commission d'enquête de 1947 sur les influences communistes dans l'industrie cinématographique. Inscrit sur la liste noire, il ne peut dès lors plus travailler. Il continue toutefois à travailler sous divers pseudonymes, remportant même à deux reprises l'Oscar de la meilleure histoire originale en 1954 et fin 1956.

## Biographie

### Jeunesse et débuts dans le cinéma (1905-1947)
Dalton Trumbo naît dans le Colorado en 1905. À l'âge de vingt ans, il part pour la Californie. Il y travaille comme boulanger la nuit, tandis que le jour il étudie à l'Université de Californie du sud. À la fin de ses études, il commence à écrire des articles en tant que journaliste indépendant.
En 1933, il devient rédacteur en chef de la revue Hollywood Spectator, une publication de critique cinématographique. La revue cesse de paraître un an plus tard. Trumbo est alors engagé comme lecteur à la Warner Bros jusqu'en 1936. Il est renvoyé, car il refuse de démissionner de la Screen Writers Guild, un syndicat fortement ancré à gauche. Il écrit quelques scénarios sans grande importance pour la Screen Writers Guild et milite dans plusieurs associations de gauche.
En 1938, il épouse Cléo Beth Fincher avec qui il a trois enfants. Cette année-là, il écrit le roman Johnny s'en va-t-en guerre (Johnny Got His Gun). Il écrit également le scénario de son premier « grand » film, A Man to Remember de Garson Kanin. Il devient rapidement l'un des scénaristes les mieux payés de Hollywood. Il a une capacité à écrire très rapidement : en une journée il peut proposer trois, quatre versions d'une même scène. En 1941, Kitty Foyle, réalisé par Sam Wood, est nommé pour l'Oscar du meilleur scénario. Il est également un grand pamphlétaire.
En 1941, peu de temps après l'invasion allemande de l'URSS, alors que le Parti communiste USA vient de faire un virage à 180° sur la question de l'entrée en guerre, Johnny s'en va-t-en guerre est épuisé et l'extrême droite américaine fait pression sur lui et son éditeur pour obtenir une réédition. Cela le convainc que c'est « exactement le type de livre qu'il ne fallait pas réimprimer avant la fin de la guerre ». Il va jusqu'à informer le FBI des agissements de ces correspondants, ce qui provoque le début de ses ennuis avec celui-ci.
Il est membre du Parti communiste USA de 1943 à 1948,.

### Les années noires (1947-1960)
En octobre 1947, le House Un-American Activities Committee (commission des activités antiaméricaines) se réunit à Washington et commence des audiences afin de déterminer quels sont les individus « déviants » du monde hollywoodien. Trumbo est l'un des Dix d'Hollywood, qui refusent de répondre à la question : « Êtes-vous encore, ou avez-vous été membre du parti communiste ? ». Les dix invoquent le premier amendement (liberté d'expression et de réunion) pour justifier leur refus de répondre. La commission, quant à elle, estime qu'ils outragent le congrès. Trumbo est condamné à une peine de prison qu'il effectue en 1950 pendant onze mois.

#### La commission des activités anti-américaines
Trumbo ne refuse pas catégoriquement de répondre à la question, mais ne répond pas comme le désirerait la commission. Un exemple de ceci est l'extrait suivant, tiré de l'audience de Dalton Trumbo devant la commission[réf. nécessaire]. L'échange a lieu entre Trumbo, J. Parnell Thomas (président de la Commission) et Robert E. Stripling, l'enquêteur en chef de la Commission :
Le président - (coups de marteau)… un instant. La commission veut savoir quelle était la question, et voir si votre réponse est pertinente. Quelle était la question ?
L'enquêteur en chef - Monsieur Trumbo, je vais vous poser diverses questions, toutes auxquelles il peut être répondu  par "oui" ou par "non". Si vous voulez donner une explication après avoir fourni cette réponse, je suis persuadé que la commission donnera son accord. Cependant, afin que cette audience puisse se passer régulièrement, il est nécessaire que vous répondiez à la question sans faire de discours en réponse à chaque question.
Dalton Trumbo - Je comprends, Monsieur Stripling. Cependant votre travail est de poser des questions et le mien est d'y répondre. Je répondrai par oui ou par non si cela me convient de répondre ainsi. Je répondrai en utilisant mes propres mots. Il y a beaucoup de questions auxquelles il ne peut être répondu par "oui" ou "non" que par un imbécile ou un esclave.
Le président - La Commission est d'accord avec vous, vous n'avez pas besoin de répondre par "oui" ou par "non".
Dalton Trumbo - Merci, monsieur.
Le président - Mais vous devez répondre aux questions.
Trumbo souhaitait également ajouter une déclaration dans laquelle il présente une défense offensive, niant la légitimité de la Commission et comparant la situation à l'incendie du Reichstag en 1933 qui avait permis d'asseoir le pouvoir de Hitler.

#### La liste noire
Il est inscrit sur la liste noire de Hollywood ce qui lui interdit de travailler dans le cinéma. Il s'exile au Mexique avec Hugo Butler et sa femme Jean Rouverol eux aussi sur la liste noire. Il y rencontre Luis Buñuel et une relation amicale se noue entre les deux cinéastes. Il lui parle alors d'un projet qui lui tient à cœur : l'adaptation au cinéma du livre qu'il a écrit en 1938, Johnny s'en va-t-en guerre.
Au Mexique, il continue à écrire pour le cinéma américain sous des noms d'emprunts : Millard Kaufman (Gun Crazy en 1950), Guy Endore (Menace dans la nuit, en 1951) ou encore Robert Rich, nom sous lequel il remporte même l'Oscar du meilleur scénario pour Les Clameurs se sont tues de Irving Rapper, en 1956 (Robert Rich est en fait le nom du neveu des frères King, producteurs du film). À partir de 1957, tout contribue à affaiblir le pouvoir de la liste noire.

### La consécration (1960-1976)
Il sort officiellement de la liste noire en 1960, lorsque  Otto Preminger, pour Exodus et puis Kirk Douglas, pour Spartacus demandent que Dalton Trumbo soit crédité sous son vrai nom au générique. Douglas a besoin d'un scénariste rapide et efficace, et Trumbo s'avère être l'homme de la situation (d'autant plus qu'il a été le compagnon de cellule d'Howard Fast, auteur du roman sur lequel est basé le film).
En 1971, il réalise son unique film, Johnny s'en va-t-en guerre, adapté de son roman homonyme. Le film est montré au festival de Cannes et reçoit les louanges de Jean Renoir et Luis Buñuel. Il obtient le Grand prix du jury.
Dalton Trumbo est mort d'un infarctus du myocarde à l'âge de 70 ans, le 10 septembre 1976.

## Récompenses et nominations
| Année | Récompense                     | Catégorie                              | Film                       | Résultat   |
| ----- | ------------------------------ | -------------------------------------- | -------------------------- | ---------- |
| 1941  | Academy Award                  | Best Writing, Screenplay               | Kitty Foyle                | Nomination |
| 1954  | Academy Award                  | Best Writing, Motion Picture Story     | Vacances romaines          | Lauréat    |
| 1957  | Academy Award                  | Best Writing, Motion Picture Story     | Les clameurs se sont tues  | Lauréat    |
| 1961  | Writers Guild of America Award | Best Written American Drama            | Spartacus                  | Nomination |
| 1969  | Golden Globes Award            | Best Screenplay                        | L'Homme de Kiev            | Nomination |
| 1970  | Laurel Award (WGA)             | Screen Writing Achievement             |                            | Lauréat    |
| 1971  | Prix FIPRESCI (Cannes)         |                                        | Johnny s'en va-t-en guerre | Lauréat    |
| 1971  | Grand Prix du Jury (Cannes)    |                                        | Johnny s'en va-t-en guerre | Lauréat    |
| 1972  | Writers Guild of America Award | Best Drama Adapted from Another Medium | Johnny s'en va-t-en guerre | Lauréat    |

## Œuvre littéraire

### Romans
- Eclipse (1935)
- Washington Jitters (1936)
- Johnny Got His Gun (1939) Publié en français sous le titre Johnny s'en va-t-en guerre, traduit par Andrée R. Picard, Paris, Denoël, « Arc-en-ciel » no 1, 1971 ; réédition, Points. Roman no 624, 1993 ; réédition, Babel no 624, 2003
- The Remarkable Andrew ou Chronical of a Literal Man (1940)
- Night of the Aurochs (1979), roman inachevé Publié en français sous le titre  La Nuit de l'Aurochs, Paris, Éditions Alta, 1980

### Théâtre
- The Biggest Thief in Town (1949)

### Essai
- The Time Out of the Toad (1972)

### Autres publications
- Harry Bridges (1941), biographie
- The Devil in the Book (1956)
- Additional Dialogue : Letters of Donald Trumbo, 1942-1962 (1970)

## Filmographie

### Réalisateur
- 1971 : Johnny s'en va-t-en guerre (Johnny Got His Gun)

### Comme scénariste
- 1937 : Thoroughbreds Don't Cry d'Alfred E. Green (non crédité)
- 1938 : A Man to Remember (en) de Garson Kanin
- 1939 : Heaven with a Barbed Wire Fence de Ricardo Cortez
- 1939 : Career de Leigh Jason
- 1939 : Quels seront les cinq ? (Five Came Back), de John Farrow
- 1940 : A Bill of Divorcement de John Farrow
- 1940 : Kitty Foyle de Sam Wood
- 1941 : Tu m'appartiens (You Belong to Me), de Wesley Ruggles
- 1942 : André et les Fantômes (The Remarkable Andrew)
- 1943 : Un nommé Joe (A Guy Named Joe) de Victor Fleming
- 1943 : Tender Comrade d'Edward Dmytryk
- 1944 : Trente Secondes sur Tokyo (Thirty Seconds Over Tokyo) de Mervyn LeRoy
- 1950 : Gun Crazy: Le démon des armes (Deadly is the Female ou Gun Crazy) de Joseph H. Lewis (non crédité)
- 1951 : Le Rôdeur (The Prowler) de Joseph Losey (non crédité)
- 1951 : Menace dans la nuit (He Ran All the Way) de John Berry (coscénariste, crédité « Guy Endore », avec Hugo Butler)
- 1953 : Vacances romaines (Roman Holidays) de William Wyler
- 1955 : Condamné au silence (The Court-martial of Billy Mitchell) d'Otto Preminger
- 1956 : Les clameurs se sont tues (The Brave One) d'Irving Rapper
- 1957 : Les Frères Rico (The Brothers Rico) de Phil Karlson
- 1958 : Cow-boy de Delmer Daves
- 1958 : Terreur au Texas (Terror in a Texas Town) de Joseph H. Lewis
- 1960 : Exodus d'Otto Preminger
- 1960 : Spartacus de Stanley Kubrick
- 1961 : El Perdido (The Last Sunset) de Robert Aldrich
- 1962 : Seuls sont les indomptés (Lonely Are the Brave) de David Miller
- 1966 : Hawaï (Hawaii), de George Roy Hill
- 1968 : L'Homme de Kiev (The Fixer) de John Frankenheimer
- 1971 : Les Cavaliers (The Horsemen) de John Frankenheimer
- 1971 : Johnny s'en va-t-en guerre (Johnny Got His Gun) de lui-même
- 1973 : Papillon de Franklin J. Schaffner
- 1974 : Complot à Dallas de David Miller

### Autre
- 1989 : Always de Steven Spielberg (remake de Un nommé Joe)

### Incarnations de Dalton Trumbo à l'écran
- 2000 : Hollywood liste rouge (One of the Hollywood Ten) de Karl Francis, interprété par Owen Brenman
- 2012 : Witness 11 de Sean Mitchell, interprété par Matthew Shelton
- 2015 : Dalton Trumbo (Trumbo) de Jay Roach, interprété par Bryan Cranston
- 2021 : Reagan de Sean McNamara, interprété par Sean Hankinson

## Anecdotes
- Son fils, Christopher Trumbo (en), a également écrit des scénarios et était assistant-réalisateur sur Johnny s'en va-t-en guerre et Exodus
- L'école de journalisme de l'université du Colorado a inauguré une « fontaine de la liberté d'expression Dalton Trumbo ». Selon l'école, elle « est nommée en l'honneur de Dalton Trumbo, un des dix d'Hollywood ».
- Kirk Douglas a déclaré à son sujet : Les autres écrivains peuvent produire 20 pages en une semaine. Lui peut en débiter le double en une seule journée ![5]